# Józefa Piasecka
Józefa Piasecka (właśc. Józefa Zipser; ur. ok. 1855, zm. 20 lipca 1910 we Lwowie) – polska aktorka teatralna, śpiewaczka operetkowa, dyrektorka teatrów prowincjonalnych w Galicji.

## Kariera teatralna
W latach 1871–1877 występowała w zespole teatru prowincjonalnego Piotra Woźniakowskiego (z tym zespołem związana była także w 1883). W 1882 występowała w ukraińskim zespole „Ruska Beskida”, a w 1884 – w zespole Henryka Lasockiego w Rzeszowie. Wystąpiła m.in. w rolach: Matyldy (Wielki człowiek do małych interesów), Pawłowej (Marcowy kawaler), Koguciny (Chłopi arystokraci), Kasi (Mieszczanie i kmiotki). Śpiewała m.in. partię Wenus w operetce Orfeusz w piekle.

## Zarządzanie zespołami teatralnymi
Od 1877 do 1883 prowadziła zespoły teatralne w różnych miastach w Galicji (Przemyśl, Tarnów, Rzeszów, Szczawnica, Krynica, Nowy Sącz, w okresie letnim także Kraków). Po przerwie wznowiła działalność zespołu w 1886. Ostatnia informacja o jej zespole pochodzi z 1903 (wówczas obchodziła dwudziestopięciolecie pracy artystycznej w Brzeżanach).